# Taça de Ouro 1982
Die Taça de Ouro 1982 war die 26. Spielzeit der brasilianischen Fußballmeisterschaft.

## Saisonverlauf
Der Wettbewerb startete am 17. Januar 1982 in seine neue Saison und endete am 25. April 1982. Die Meisterschaft wurde vom nationalen Verband CBF ausgerichtet. Am Ende der Saison konnte der CR Flamengo  aus Rio de Janeiro seinen dritten Titel feiern, welcher innerhalb von vier Jahren erreicht werden konnte. Die Meisterschaft war gespickt mit zahlreichen Nationalspielern wie Zico, Leandro, Bebeto, u. a.
Nach der Saison wurden wie jedes Jahr Auszeichnungen an die besten Spieler des Jahres vergeben. Der „Goldene Ball“, vergeben von der Sportzeitschrift Placar, ging an Zico. Torschützenkönig wurde mit 21 Treffern ebenfalls Zico.

### Teilnehmer
Als Teilnehmer wurden zunächst festgelegt die 38 besten Mannschaften der Staatsmeisterschaften. Das Feld wurde dann noch aufgefüllt um den Titelverteidiger der Saison 1981. Vervollständigt wurde die Runde mit dem Meister der Serie B 1981 Campo Grande AC. Des Weiteren kamen die besten vier Mannschaften des Taça de Prata (zweite Liga) 1982 hinzu, welche aber erst in der zweiten Runde des Wettbewerbs antraten.
Titelverteidiger
- Grêmio FBPA

6 Teilnehmer aus der Staatsmeisterschaft von São Paulo
- EC XV de Novembro (Jaú)
- AA Internacional (Limeira)
- AA Ponte Preta
- FC Santos
- São José EC
- FC São Paulo

5 Teilnehmer aus der Staatsmeisterschaft von Rio de Janeiro
- Bangu AC
- Botafogo FR
- CR Flamengo
- Fluminense FC
- CR Vasco da Gama

2 Teilnehmer aus der Staatsmeisterschaft von Rio Grande do Sul
- EC Internacional (RS)
- SC Internacional

2 Teilnehmer aus der Staatsmeisterschaft von Bahia
- EC Bahia
- EC Vitória

2 Teilnehmer aus der Staatsmeisterschaft von Ceará
- Ceará SC
- Ferroviário AC (CE)

2 Teilnehmer aus der Staatsmeisterschaft von Goiás
- Goiás EC
- AA Anapolina

2 Teilnehmer aus der Staatsmeisterschaft von Minas Gerais
- Atlético Mineiro
- Cruzeiro EC

2 Teilnehmer aus der Staatsmeisterschaft von Paraná
- Grêmio Maringá
- Londrina EC

2 Teilnehmer aus der Staatsmeisterschaft von Pernambuco
- Náutico Capibaribe
- Sport Recife

1 Teilnehmer aus der Staatsmeisterschaft von Alagoas
- CS Alagoano

1 Teilnehmer aus der Staatsmeisterschaft von Amazonas
- Nacional FC (AM)

1 Teilnehmer aus der Distriktmeisterschaft von Brasília
- Taguatinga EC

1 Teilnehmer aus der Staatsmeisterschaft von Espírito Santo
- Associação Desportiva Ferroviária Vale do Rio Doce

1 Teilnehmer aus der Staatsmeisterschaft von Maranhão
- Moto Club de São Luís

1 Teilnehmer aus der Staatsmeisterschaft von Mato Grosso
- Mixto EC

1 Teilnehmer aus der Staatsmeisterschaft von Mato Grosso do Sul
- Operário FC (MS)

1 Teilnehmer aus der Staatsmeisterschaft von Pará
- Paysandu SC

1 Teilnehmer aus der Staatsmeisterschaft von Paraíba
- FC Treze

1 Teilnehmer aus der Staatsmeisterschaft von Piauí
- Ríver AC

1 Teilnehmer aus der Staatsmeisterschaft von Rio Grande do Norte
- América FC (RN)

1 Teilnehmer aus der Staatsmeisterschaft von Santa Catarina
- Joinville EC

1 Teilnehmer aus der Staatsmeisterschaft von Sergipe
- AO Itabaiana

Meister des Taça de Prata 1981
- Guarani FC

Vier Teilnehmer aus Taça de Prata 1982
- America FC (RJ)
- SC Corinthians
- Athletico Paranaense
- SC São Paulo

### Modus
Die teilnehmenden Mannschaften wurden zunächst in acht Hauptgruppen aufgeteilt, die nebeneinander Vorrundenspiele austrugen.
1. Runde:
In den Gruppen A bis H spielten die Mannschaften in Gruppen zu fünft mit Hin- und Rückrunde. Die besten drei einer Gruppe zogen direkt in die nächste Runde ein. Die viertplatzierten jeder Gruppe kamen in eine Ausscheidungsrunde.
Ausscheidungsrunde:
Die acht Mannschaften spielten in vier Paarungen einmal gegeneinander. Die Sieger dieser Spiele vervollständigten das Teilnehmerfeld der zweiten Runde.
2. Runde:
In den Gruppen I bis P spielten die Mannschaften in Gruppen zu viert mit Hin- und Rückrunde. Die besten zwei einer Gruppe zogen direkt ins Achtelfinale ein.
Finalrunde:
Vom Viertelfinale bis zum Finale wurden alle Spiele in Hin- und Rückspielen ausgetragen.
Gesamttabelle:
Aus den Ergebnissen aller Spiele wurde eine Gesamttabelle gebildet. Diese wird vom nationalen Verband zur Berechnung der ewigen Bestenliste genutzt.

## 1. Runde

### Gruppe A
| Pl. | Verein                | Sp. | S | U | N | Tore    | Diff. | Punkte |
| --- | --------------------- | --- | - | - | - | ------- | ----- | ------ |
| 1.  | CR Vasco da Gama      | 8   | 7 | 0 | 1 | 022:300 | +19   | 14     |
| 2.  | FC Santos             | 8   | 4 | 2 | 2 | 015:100 | +5    | 10     |
| 3.  | Moto Club de São Luís | 8   | 2 | 3 | 3 | 005:140 | −9    | 07     |
| 4.  | Paysandu SC           | 8   | 0 | 5 | 3 | 004:110 | −7    | 05     |
| 5.  | Nacional FC (AM)      | 8   | 0 | 4 | 4 | 005:130 | −8    | 04     |

### Gruppe B
| Pl. | Verein          | Sp. | S | U | N | Tore    | Diff. | Punkte |
| --- | --------------- | --- | - | - | - | ------- | ----- | ------ |
| 1.  | Guarani FC      | 8   | 7 | 1 | 0 | 032:800 | +24   | 15     |
| 2.  | Botafogo FR     | 8   | 5 | 1 | 2 | 016:900 | +7    | 11     |
| 3.  | Ceará SC        | 8   | 4 | 2 | 2 | 012:150 | −3    | 10     |
| 4.  | América FC (RN) | 8   | 2 | 0 | 6 | 008:160 | −8    | 04     |
| 5.  | Ríver AC        | 8   | 0 | 0 | 8 | 000:260 | −26   | 0      |

### Gruppe C
| Pl. | Verein              | Sp. | S | U | N | Tore    | Diff. | Punkte |
| --- | ------------------- | --- | - | - | - | ------- | ----- | ------ |
| 1.  | CR Flamengo         | 8   | 7 | 1 | 0 | 025:110 | +14   | 15     |
| 2.  | FC São Paulo        | 8   | 5 | 1 | 2 | 024:100 | +14   | 11     |
| 3.  | FC Treze            | 8   | 2 | 2 | 4 | 006:170 | −11   | 06     |
| 4.  | Náutico Capibaribe  | 8   | 1 | 4 | 3 | 011:150 | −4    | 06     |
| 5.  | Ferroviário AC (CE) | 8   | 1 | 0 | 7 | 006:190 | −13   | 02     |

### Gruppe D
| Pl. | Verein           | Sp. | S | U | N | Tore    | Diff. | Punkte |
| --- | ---------------- | --- | - | - | - | ------- | ----- | ------ |
| 1.  | Sport Recife     | 8   | 6 | 1 | 1 | 015:500 | +10   | 13     |
| 2.  | Fluminense FC    | 8   | 3 | 4 | 1 | 014:700 | +7    | 10     |
| 3.  | AA Internacional | 8   | 2 | 4 | 2 | 013:100 | +3    | 08     |
| 4.  | CS Alagoano      | 8   | 1 | 4 | 3 | 009:100 | −1    | 06     |
| 5.  | AO Itabaiana     | 8   | 1 | 1 | 6 | 002:180 | −16   | 03     |

### Gruppe E
Die Entscheidung zwischen Plätzen eins und zwei fiel nicht aufgrund des besseren Torverhältnisses, sondern aufgrund des direkten Vergleiches.
| Pl. | Verein           | Sp. | S | U | N | Tore    | Diff. | Punkte |
| --- | ---------------- | --- | - | - | - | ------- | ----- | ------ |
| 1.  | Bangu AC         | 8   | 4 | 2 | 2 | 015:800 | +7    | 10     |
| 2.  | Operário FC (MS) | 8   | 4 | 2 | 2 | 011:900 | +2    | 10     |
| 3.  | EC Bahia         | 8   | 3 | 4 | 1 | 009:600 | +3    | 10     |
| 4.  | Cruzeiro EC      | 8   | 3 | 0 | 5 | 010:150 | −5    | 06     |
| 5.  | Mixto EC         | 8   | 2 | 0 | 6 | 010:170 | −7    | 04     |

### Gruppe F
Die Entscheidung zwischen Plätzen vier und fünf (fünf gleich Abstieg in untere Liga) fiel aufgrund des direkten Vergleiches.
| Pl. | Verein                 | Sp. | S | U | N | Tore    | Diff. | Punkte |
| --- | ---------------------- | --- | - | - | - | ------- | ----- | ------ |
| 1.  | São José EC            | 8   | 4 | 2 | 2 | 006:400 | +2    | 10     |
| 2.  | Grêmio FBPA            | 8   | 4 | 1 | 3 | 008:400 | +4    | 09     |
| 3.  | Atlético Mineiro       | 8   | 3 | 3 | 2 | 011:500 | +6    | 09     |
| 4.  | Desportiva Ferroviária | 8   | 3 | 0 | 5 | 010:170 | −7    | 06     |
| 5.  | EC Vitória             | 8   | 3 | 0 | 5 | 007:120 | −5    | 06     |

| (M) | Meister des Vorjahres |

### Gruppe G
| Pl. | Verein           | Sp. | S | U | N | Tore    | Diff. | Punkte |
| --- | ---------------- | --- | - | - | - | ------- | ----- | ------ |
| 1.  | AA Ponte Preta   | 8   | 4 | 4 | 0 | 009:300 | +6    | 12     |
| 2.  | SC Internacional | 8   | 4 | 4 | 0 | 017:600 | +11   | 12     |
| 3.  | Grêmio Maringá   | 8   | 3 | 3 | 2 | 009:800 | +1    | 09     |
| 4.  | Goiás EC         | 8   | 2 | 3 | 3 | 009:130 | −4    | 07     |
| 5.  | Taguatinga EC    | 8   | 1 | 0 | 7 | 007:210 | −14   | 02     |

### Gruppe H
| Pl. | Verein                | Sp. | S | U | N | Tore    | Diff. | Punkte |
| --- | --------------------- | --- | - | - | - | ------- | ----- | ------ |
| 1.  | AA Anapolina          | 8   | 5 | 2 | 1 | 015:800 | +7    | 12     |
| 2.  | XV de Novembro        | 8   | 3 | 2 | 3 | 010:100 | ±0    | 08     |
| 3.  | EC Internacional (RS) | 8   | 2 | 4 | 2 | 012:130 | −1    | 08     |
| 4.  | Londrina EC           | 8   | 3 | 1 | 4 | 011:120 | −1    | 07     |
| 5.  | Joinville EC          | 8   | 2 | 1 | 5 | 011:160 | −5    | 05     |

## Ausscheidungsrunde
Nach dem 0:0 zwischen Londrina EC und Goiás EC zog der Londrina EC in die zweite Runde ein, da dieser in der ersten Runde ein besseres Ergebnis erzielte.
|                    | Ergebnis |                        |
| ------------------ | -------- | ---------------------- |
| Paysandu SC        | 3:1      | América FC (RN)        |
| Náutico Capibaribe | 6:2      | CS Alagoano            |
| Londrina EC        | 0:0      | Goiás EC               |
| Cruzeiro EC        | 1:0      | Desportiva Ferroviária |

## 2. Runde
Neben den direkt qualifizierten Mannschaften und den Qualifikanten aus der Ausscheidungsrunde, vervollständigen die vier Teilnehmer aus Taça de Prata 1982 das Feld (America FC (RJ), SC Corinthians, Athletico Paranaense, SC São Paulo).

### Gruppe I
Die Entscheidung zwischen Platz eins und zwei sowie vier und fünf (fünf gleich Abstieg in untere Liga) fiel aufgrund des direkten Vergleiches.
| Pl. | Verein                | Sp. | S | U | N | Tore    | Diff. | Punkte |
| --- | --------------------- | --- | - | - | - | ------- | ----- | ------ |
| 1.  | CR Vasco da Gama      | 6   | 3 | 1 | 2 | 019:900 | +10   | 07     |
| 2.  | Operário FC (MS)      | 6   | 3 | 1 | 2 | 005:800 | −3    | 07     |
| 3.  | America FC (RJ)       | 6   | 2 | 1 | 3 | 007:700 | ±0    | 05     |
| 4.  | EC Internacional (RS) | 6   | 2 | 1 | 3 | 004:110 | −7    | 05     |

### Gruppe J
| Pl. | Verein             | Sp. | S | U | N | Tore    | Diff. | Punkte |
| --- | ------------------ | --- | - | - | - | ------- | ----- | ------ |
| 1.  | Guarani FC         | 6   | 4 | 1 | 1 | 013:800 | +5    | 09     |
| 2.  | Grêmio FBPA        | 6   | 3 | 2 | 1 | 009:500 | +4    | 08     |
| 3.  | Náutico Capibaribe | 6   | 1 | 3 | 2 | 005:500 | ±0    | 05     |
| 4.  | Grêmio Maringá     | 6   | 0 | 2 | 4 | 007:160 | −9    | 02     |

### Gruppe K
| Pl. | Verein           | Sp. | S | U | N | Tore    | Diff. | Punkte |
| --- | ---------------- | --- | - | - | - | ------- | ----- | ------ |
| 1.  | SC Corinthians   | 6   | 4 | 1 | 1 | 009:500 | +4    | 09     |
| 2.  | CR Flamengo      | 6   | 3 | 2 | 1 | 010:800 | +2    | 08     |
| 3.  | Atlético Mineiro | 6   | 2 | 1 | 3 | 009:100 | −1    | 05     |
| 4.  | SC Internacional | 6   | 0 | 2 | 4 | 005:100 | −5    | 02     |

### Gruppe L
| Pl. | Verein         | Sp. | S | U | N | Tore    | Diff. | Punkte |
| --- | -------------- | --- | - | - | - | ------- | ----- | ------ |
| 1.  | Sport Recife   | 6   | 3 | 2 | 1 | 011:400 | +7    | 08     |
| 2.  | EC Bahia       | 6   | 2 | 2 | 2 | 009:700 | +2    | 06     |
| 3.  | XV de Novembro | 6   | 1 | 4 | 1 | 007:100 | −3    | 06     |
| 4.  | Paysandu SC    | 6   | 1 | 2 | 3 | 006:120 | −6    | 04     |

### Gruppe M
| Pl. | Verein           | Sp. | S | U | N | Tore    | Diff. | Punkte |
| --- | ---------------- | --- | - | - | - | ------- | ----- | ------ |
| 1.  | FC Santos        | 6   | 4 | 1 | 1 | 009:300 | +6    | 09     |
| 2.  | Bangu AC         | 6   | 3 | 1 | 2 | 007:400 | +3    | 07     |
| 3.  | AA Internacional | 6   | 1 | 2 | 3 | 007:800 | −1    | 04     |
| 4.  | SC São Paulo     | 6   | 1 | 2 | 3 | 004:120 | −8    | 04     |

### Gruppe N
| Pl. | Verein      | Sp. | S | U | N | Tore    | Diff. | Punkte |
| --- | ----------- | --- | - | - | - | ------- | ----- | ------ |
| 1.  | São José EC | 6   | 3 | 3 | 0 | 008:200 | +6    | 09     |
| 2.  | Londrina EC | 6   | 2 | 4 | 0 | 008:400 | +4    | 08     |
| 3.  | Botafogo FR | 6   | 1 | 2 | 3 | 005:800 | −3    | 04     |
| 4.  | FC Treze    | 6   | 1 | 1 | 4 | 005:120 | −7    | 03     |

### Gruppe O
| Pl. | Verein               | Sp. | S | U | N | Tore    | Diff. | Punkte |
| --- | -------------------- | --- | - | - | - | ------- | ----- | ------ |
| 1.  | FC São Paulo         | 6   | 5 | 0 | 1 | 014:700 | +7    | 10     |
| 2.  | Ceará SC             | 6   | 3 | 0 | 3 | 011:110 | ±0    | 06     |
| 3.  | AA Ponte Preta       | 6   | 2 | 2 | 2 | 006:600 | ±0    | 06     |
| 4.  | Athletico Paranaense | 6   | 0 | 2 | 4 | 002:900 | −7    | 02     |

### Gruppe P
| Pl. | Verein                | Sp. | S | U | N | Tore    | Diff. | Punkte |
| --- | --------------------- | --- | - | - | - | ------- | ----- | ------ |
| 1.  | Fluminense FC         | 6   | 4 | 1 | 1 | 019:600 | +13   | 09     |
| 2.  | AA Anapolina          | 6   | 4 | 0 | 2 | 009:900 | ±0    | 08     |
| 3.  | Cruzeiro EC           | 6   | 2 | 1 | 3 | 004:800 | −4    | 05     |
| 4.  | Moto Club de São Luís | 6   | 1 | 0 | 5 | 002:110 | −9    | 02     |

## Achtelfinale
Die Entscheidung zwischen dem Goiás EC und dem FC Santos fiel aufgrund des besseren Abschneidens in der dritten Runde.
|                  | Gesamt |                | Hinspiel | Rückspiel |
| ---------------- | ------ | -------------- | -------- | --------- |
| CR Vasco da Gama | 1:2    | Grêmio FBPA    | 1:1      | 0:1       |
| Operário FC (MS) | 1:2    | Guarani FC     | 1:1      | 0:1       |
| AA Anapolina     | 3:5    | FC São Paulo   | 3:1      | 0:4       |
| CR Flamengo      | 3:2    | Sport Recife   | 2:0      | 1:2       |
| Londrina EC      | 0:1    | FC Santos      | 0:0      | 0:1       |
| Bangu AC         | 5:3    | São José EC    | 3:1      | 2:2       |
| EC Bahia         | 3:6    | SC Corinthians | 1:1      | 2:5       |
| Ceará SC         | 1:4    | Fluminense FC  | 1:2      | 0:2       |

## Viertelfinale
Nach Gleichstand in Hin- und Rückstand zwischen dem Bangu AC und dem SC Corinthians, zog Corinthians aufgrund der besseren Performance im Achtelfinale ins Halbfinale ein.
|              | Gesamt |                | Hinspiel | Rückspiel |
| ------------ | ------ | -------------- | -------- | --------- |
| CR Flamengo  | 3:2    | FC Santos      | 2:1      | 1:1       |
| Grêmio FBPA  | 3:2    | Fluminense FC  | 1:1      | 2:1       |
| FC São Paulo | 0:3    | Guarani FC     | 0:1      | 0:2       |
| Bangu AC     | 1:2    | SC Corinthians | 0:1      | 2:1       |

## Halbfinale
|                | Gesamt |             | Hinspiel | Rückspiel |
| -------------- | ------ | ----------- | -------- | --------- |
| SC Corinthians | 2:5    | Grêmio FBPA | 1:2      | 1:3       |
| CR Flamengo    | 5:3    | Guarani FC  | 2:1      | 3:2       |

## Finale

### Hinspiel
| CR Flamengo                                 | CR Flamengo | Grêmio FBPA | Grêmio FBPA |
| ------------------------------------------- | --- | --- | ----------- |
| CR Flamengo                                 | \| 18. April 1982 in Rio de Janeiro (Maracanã) \| \| Ergebnis: 1:1 (0:0) \| \| Zuschauer: 138.107 \| \| Schiedsrichter: José Roberto Wright \|         | \| 18. April 1982 in Rio de Janeiro (Maracanã) \| \| Ergebnis: 1:1 (0:0) \| \| Zuschauer: 138.107 \| \| Schiedsrichter: José Roberto Wright \|                      | Grêmio FBPA |
| CR Flamengo                                 | Raul Plassmann, Leandro, Marinho, Figueiredo, Júnior, Andrade, Adílio, Zico, Tita, Nunes, Lico (Chiquinho Carioca) Cheftrainer: Paulo César Carpegiani | Émerson Leão, Paulo Roberto, Vantuir (Newmar), Hugo de León, Caju, Batista, Paulo Isidoro, Bonamigo (China), Tarciso, Baltazar, Tonho Gil Cheftrainer: Ênio Andrade | Grêmio FBPA |
| CR Flamengo                                 | 1:1 Zico (89.) | 1:0 Tonho Gil (83.) | Grêmio FBPA |
| 18. April 1982 in Rio de Janeiro (Maracanã) | | |             |
| Ergebnis: 1:1 (0:0)                         | | |             |
| Zuschauer: 138.107                          | | |             |
| Schiedsrichter: José Roberto Wright         | | |             |

### Rückspiel
| Grêmio FBPA                                                  | Grêmio FBPA | CR Flamengo | CR Flamengo |
| ------------------------------------------------------------ | --- | --- | ----------- |
| Grêmio FBPA                                                  | \| 21. April 1982 in Porto Alegre (Estádio Olímpico Monumental) \| \| Ergebnis: 0:0 \| \| Zuschauer: 74.238 \| \| Schiedsrichter: José Roberto Wright \|                  | \| 21. April 1982 in Porto Alegre (Estádio Olímpico Monumental) \| \| Ergebnis: 0:0 \| \| Zuschauer: 74.238 \| \| Schiedsrichter: José Roberto Wright \| | CR Flamengo |
| Grêmio FBPA                                                  | Émerson Leão, Paulo Roberto, Newmar, Hugo de León, Caju, Batista, Paulo Isidoro, Vílson Taddei (Odair), Tarciso, Baltazar (Paulinho), Tonho Gil Cheftrainer: Ênio Andrade | Raul Plassmann, Leandro, Marinho, Figueiredo, Júnior, Andrade, Adílio, Zico, Tita, Nunes, Lico Cheftrainer: Paulo César Carpegiani                       | CR Flamengo |
| 21. April 1982 in Porto Alegre (Estádio Olímpico Monumental) | | |             |
| Ergebnis: 0:0                                                | | |             |
| Zuschauer: 74.238                                            | | |             |
| Schiedsrichter: José Roberto Wright                          | | |             |

### Entscheidungsspiel
| Grêmio FBPA                                 | Grêmio FBPA | CR Flamengo | CR Flamengo |
| ------------------------------------------- | --- | --- | ----------- |
| Grêmio FBPA                                 | \| 25. April 1982 in Rio de Janeiro (Maracanã) \| \| Ergebnis: 0:1 (0:1) \| \| Zuschauer: 62.256 \| \| Schiedsrichter: Oscar Scolfaro \|                                                    | \| 25. April 1982 in Rio de Janeiro (Maracanã) \| \| Ergebnis: 0:1 (0:1) \| \| Zuschauer: 62.256 \| \| Schiedsrichter: Oscar Scolfaro \|                         | CR Flamengo |
| Grêmio FBPA                                 | Émerson Leão, Paulo Roberto, Newmar, Hugo de León, Caju, Batista, Paulo Isidoro, Vílson Taddei, Renato Gaúcho, Baltazar (Paulinho) (67.), Tonho Gil (Odair) (74.) Cheftrainer: Ênio Andrade | Raul Plassmann, Leandro (Antunes) (70.), Marinho, Figueiredo, Júnior, Andrade, Adílio, Zico, Tita, Nunes (Vitor) (77.), Lico Cheftrainer: Paulo César Carpegiani | CR Flamengo |
| Grêmio FBPA                                 | 0:1 Nunes (10.) | | CR Flamengo |
| Grêmio FBPA                                 | Tonho Gil | Lico, Nunes | CR Flamengo |
| 25. April 1982 in Rio de Janeiro (Maracanã) | | |             |
| Ergebnis: 0:1 (0:1)                         | | |             |
| Zuschauer: 62.256                           | | |             |
| Schiedsrichter: Oscar Scolfaro              | | |             |

## Abschlusstabelle
Die Tabelle diente lediglich zur Feststellung der Platzierung der einzelnen Mannschaften in der Saison. Sie setzt sich zusammen aus allen ausgetragenen Spielen. In der Sortierung hat das Erreichen der jeweiligen Finalphase Vorrang vor den erzielten Punkten. Die Spiele aus der Ausscheidungsrunde fanden keine Berücksichtigung.
| Pl. | Verein                     | Sp. | S  | U | N | Tore    | Diff. | Punkte |
| --- | -------------------------- | --- | -- | - | - | ------- | ----- | ------ |
| 1.  | CR Flamengo                | 23  | 15 | 6 | 2 | 048:270 | +21   | 36     |
| 2.  | Grêmio FBPA (M)            | 23  | 11 | 7 | 5 | 028:160 | +12   | 29     |
| 3.  | Guarani FC                 | 20  | 14 | 3 | 3 | 053:220 | +31   | 31     |
| 4.  | SC Corinthians             | 12  | 6  | 2 | 4 | 019:150 | +4    | 14     |
| 5.  | Fluminense FC              | 18  | 9  | 6 | 3 | 039:170 | +22   | 24     |
| 6.  | FC São Paulo               | 18  | 11 | 1 | 6 | 043:230 | +20   | 23     |
| 7.  | FC Santos                  | 18  | 9  | 5 | 4 | 027:160 | +11   | 23     |
| 8.  | Bangu AC                   | 18  | 9  | 4 | 5 | 029:170 | +12   | 22     |
| 9.  | Sport Recife               | 16  | 10 | 3 | 3 | 028:120 | +16   | 23     |
| 10. | CR Vasco da Gama           | 16  | 10 | 2 | 4 | 042:140 | +28   | 22     |
| 11. | AA Anapolina               | 16  | 10 | 2 | 4 | 027:220 | +5    | 22     |
| 12. | São José EC                | 16  | 7  | 6 | 3 | 017:110 | +6    | 20     |
| 13. | Operário FC (MS)           | 16  | 7  | 4 | 5 | 017:190 | −2    | 18     |
| 14. | EC Bahia                   | 16  | 5  | 7 | 4 | 021:190 | +2    | 17     |
| 15. | Londrina EC                | 17  | 5  | 7 | 5 | 019:170 | +2    | 17     |
| 16. | Ceará SC                   | 16  | 7  | 2 | 7 | 024:300 | −6    | 16     |
| 17. | AA Ponte Preta             | 14  | 6  | 6 | 2 | 015:900 | +6    | 18     |
| 18. | Botafogo FR                | 14  | 6  | 3 | 5 | 021:170 | +4    | 15     |
| 19. | Atlético Mineiro           | 14  | 5  | 4 | 5 | 020:150 | +5    | 14     |
| 20. | EC XV de Novembro (Jaú)    | 14  | 4  | 6 | 4 | 017:200 | −3    | 14     |
| 21. | EC Internacional (RS)      | 14  | 4  | 5 | 5 | 016:240 | −8    | 13     |
| 22. | SC Internacional           | 14  | 4  | 4 | 6 | 022:160 | +6    | 12     |
| 23. | AA Internacional (Limeira) | 14  | 3  | 6 | 5 | 020:180 | +2    | 12     |
| 24. | Cruzeiro EC                | 14  | 5  | 1 | 8 | 014:230 | −9    | 11     |
| 25. | Grêmio Maringá             | 14  | 3  | 5 | 6 | 016:240 | −8    | 11     |
| 26. | Náutico Capibaribe         | 14  | 2  | 7 | 5 | 016:200 | −4    | 11     |
| 27. | FC Treze                   | 14  | 3  | 3 | 8 | 011:290 | −18   | 09     |
| 28. | Moto Club de São Luís      | 14  | 3  | 3 | 8 | 007:250 | −18   | 09     |
| 29. | Paysandu SC                | 14  | 1  | 7 | 6 | 010:230 | −13   | 09     |
| 30. | America FC (RJ)            | 6   | 2  | 1 | 3 | 007:700 | ±0    | 05     |
| 31. | SC São Paulo               | 6   | 1  | 2 | 3 | 004:120 | −8    | 04     |
| 32. | Athletico Paranaense       | 6   | 0  | 2 | 4 | 002:900 | −7    | 02     |
| 33. | Goiás EC                   | 8   | 2  | 3 | 3 | 009:130 | −4    | 07     |
| 34. | EC Vitória                 | 8   | 3  | 0 | 5 | 007:120 | −5    | 06     |
| 35. | Desportiva Ferroviária     | 8   | 3  | 0 | 5 | 010:170 | −7    | 06     |
| 36. | CS Alagoano                | 8   | 1  | 4 | 3 | 009:130 | −4    | 06     |
| 37. | Joinville EC               | 8   | 2  | 1 | 5 | 011:160 | −5    | 05     |
| 38. | Mixto EC                   | 8   | 2  | 0 | 6 | 010:170 | −7    | 04     |
| 39. | América FC (RN)            | 8   | 2  | 0 | 6 | 008:160 | −8    | 04     |
| 40. | Nacional FC (AM)           | 8   | 0  | 4 | 4 | 005:130 | −8    | 04     |
| 41. | AO Itabaiana               | 8   | 1  | 1 | 6 | 002:180 | −16   | 03     |
| 42. | Taguatinga EC              | 8   | 1  | 0 | 7 | 007:210 | −14   | 02     |
| 43. | Ferroviário AC (CE)        | 8   | 1  | 0 | 7 | 006:190 | −13   | 02     |
| 44. | Ríver AC                   | 8   | 0  | 0 | 8 | 006:260 | −20   | 0      |

| (M) | Meister des Vorjahres |